# Henry Speke
Pour les articles homonymes, voir Speke (homonymie).
Henry Speke, mort le 17 novembre 1760, est un officier de la Royal Navy. Il sert durant la guerre de Sept Ans, atteignant le rang de captain.

## Biographie

Plan simplifié de la bataille des Cardinaux, avec la position du HMS Resolution au moment de son naufrage.

James Shirley est nommé lieutenant de la Royal Navy le 2 novembre 1745 et commander, le 8 juin 1749.
Le 16 janvier 1750, il reçoit le commandement du Swallow, un sloop portant 10 canons ; il conserve ce commandement jusqu'en janvier 1753. En décembre suivant, il est nommé sur le Kingfisher, un vaisseau de 10 canons.
Nommé captain, le 20 janvier 1754, il reçoit le même jour le commandement du Kent (en), qu'il conserve jusqu'en septembre 1757. D'avril à juillet 1759, il commande le Sandwich, puis le Resolution jusqu'au 20 novembre 1759, date de la bataille des Cardinaux. Le Resolution arbore la marque de Francis Geary, contre-amiral de la Bleue, qui commande l'escadre blanche, arrière-garde de la flotte de l'amiral Edward Hawke,.
Juste avant 16 h 0, il assiste à la reddition du Formidable. Cependant, après une nuit de tempête il s'échoue sur le plateau du Four au large du Croisic et démâte.
Durant le mois d'avril 1760, Henry Speke est le commandant du Modeste.